# Parc national du Connemara
Le parc national du Connemara est un parc national d'Irlande situé dans la région du Connemara, à proximité du village de Letterfrack. D'une superficie d'environ 3 000 hectares, il est traversé par la chaîne des Twelve Bens. L'environnement du parc est composé de landes et de tourbières et la faune compte de nombreux oiseaux ainsi que des mammifères dont le poney connemara.
Les terres du parc sont habitées depuis plus de 4 000 ans, et dans le passé, étaient utilisées pour l'élevage et l'agriculture, la tourbe servant de combustible. Le parc est établi en 1980 et géré par le National Parks and Wildlife Service.
Le centre d'accueil, à Letterfrack, permet d'atteindre le sommet de Diamond Hill (442 m d'altitude) par des sentiers balisés.

## Géographie

Carte topographique du Parc national du Connemara

### Localisation
Le parc national du Connemara se situe dans la région du Connemara, dans l'ouest de l'Irlande. Administrativement, il est situé dans le comté de Galway, lui-même appartenant à la province du Connacht. Il est accessible depuis le village de Letterfrack par la N59.
Le parc couvre une zone de 2 957 hectares.

### Topographie

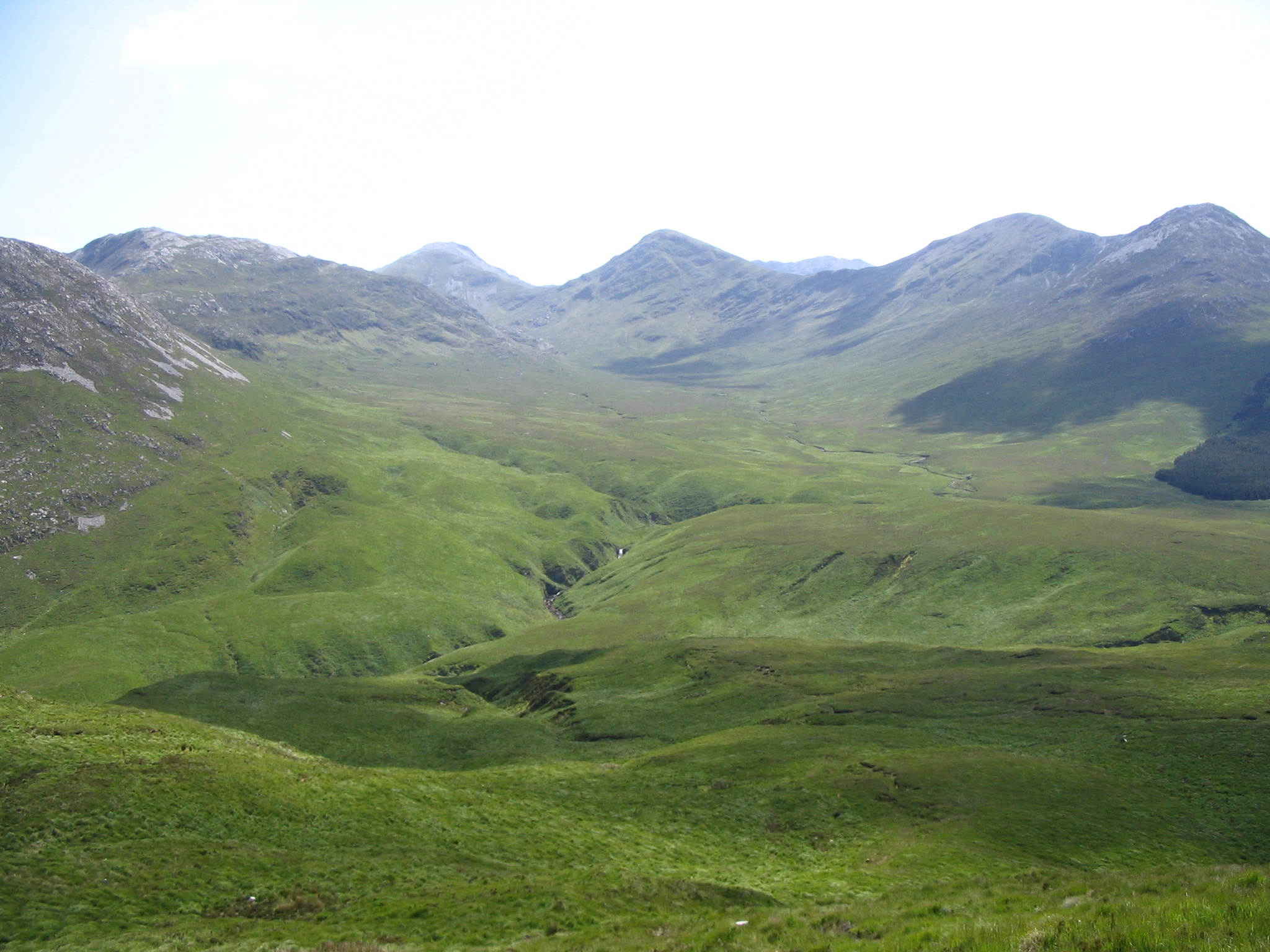
La rivière Polladirk et la chaîne des Twelve Bens.

Le parc est traversé par la chaîne des Twelve Bens (ou Beanna Beola) et compte ainsi plusieurs sommets de la chaîne : Benbaun, Bencullagh, Benbrack et Muckanaght.

### Climat
Le climat de l'Irlande est dominé par l'influence de l'océan Atlantique. Ainsi, l'Irlande bénéficie de températures plutôt douces en comparaison à d'autres pays situées aux mêmes latitudes. La dérive nord atlantique réchauffe la mer d'où une influence forte sur la côte atlantique de l'île. Les collines et les montagnes, pour la plupart près des côtes, sont soumises à de forts vents et à l'influence océanique.
Les hivers sont frais et venteux tandis que les étés sont doux et moins venteux.
| Mois                              | jan.  | fév.  | mars  | avril | mai  | juin | jui. | août | sep. | oct.  | nov.  | déc.  | année   |
| --------------------------------- | ----- | ----- | ----- | ----- | ---- | ---- | ---- | ---- | ---- | ----- | ----- | ----- | ------- |
| Température minimale moyenne (°C) | 1,7   | 1,8   | 2,9   | 3,9   | 6,1  | 8,8  | 11   | 10,6 | 8,6  | 6,4   | 3,5   | 2,5   | 5,7     |
| Température moyenne (°C)          | 4,6   | 4,9   | 6,3   | 8     | 10,5 | 12,9 | 15   | 14,7 | 12,5 | 9,8   | 6,7   | 5,3   | 9,3     |
| Température maximale moyenne (°C) | 7,5   | 8,1   | 9,8   | 12,1  | 14,9 | 17   | 18,9 | 18,7 | 16,4 | 13,1  | 9,9   | 8,1   | 12,9    |
| Ensoleillement (h)                | 1,3   | 1,9   | 2,6   | 4,3   | 5    | 4,4  | 3,7  | 3,8  | 3,2  | 2,4   | 1,7   | 0,9   | 2,9     |
| Précipitations (mm)               | 127,9 | 102,1 | 101,6 | 63,7  | 68,1 | 64,5 | 70,1 | 95,7 | 94,3 | 128,2 | 127,7 | 129,6 | 1 173,6 |

| Diagramme climatique                                  |             |             |             |             |           |            |              |             |              |             |             |
| J                                                     | F           | M           | A           | M           | J         | J          | A            | S           | O            | N           | D           |
| 7,51,7127,9                                           | 8,11,8102,1 | 9,82,9101,6 | 12,13,963,7 | 14,96,168,1 | 178,864,5 | 18,91170,1 | 18,710,695,7 | 16,48,694,3 | 13,16,4128,2 | 9,93,5127,7 | 8,12,5129,6 |
| Moyennes : • Temp. maxi et mini °C • Précipitation mm |             |             |             |             |           |            |              |             |              |             |             |

### Géologie
Les roches sous-jacentes sont des roches métamorphiques, issues de la transformation de sédiments déposés dans une mer chaude qui s'étendait sur la région entre 700 et 550 millions d'années. Ces sédiments ont été transformés par l'activité géologique en schistes cristallins qui ont remonté jusqu'à la surface. Les sommets des montagnes du parc sont majoritairement composés de quartzite, plus résistant que les schistes et les marbres gris composant les flancs.
Le paysage actuel a été fixé par la dernière ère glaciaire, qui a pris fin il y a 10 000 ans, qui a laissé des dépôts de sable et de gravier, de l'argile en blocs et des rochers erratiques, qui jouent un rôle déterminant dans la composition de la flore du parc.

## Milieu naturel

### Flore

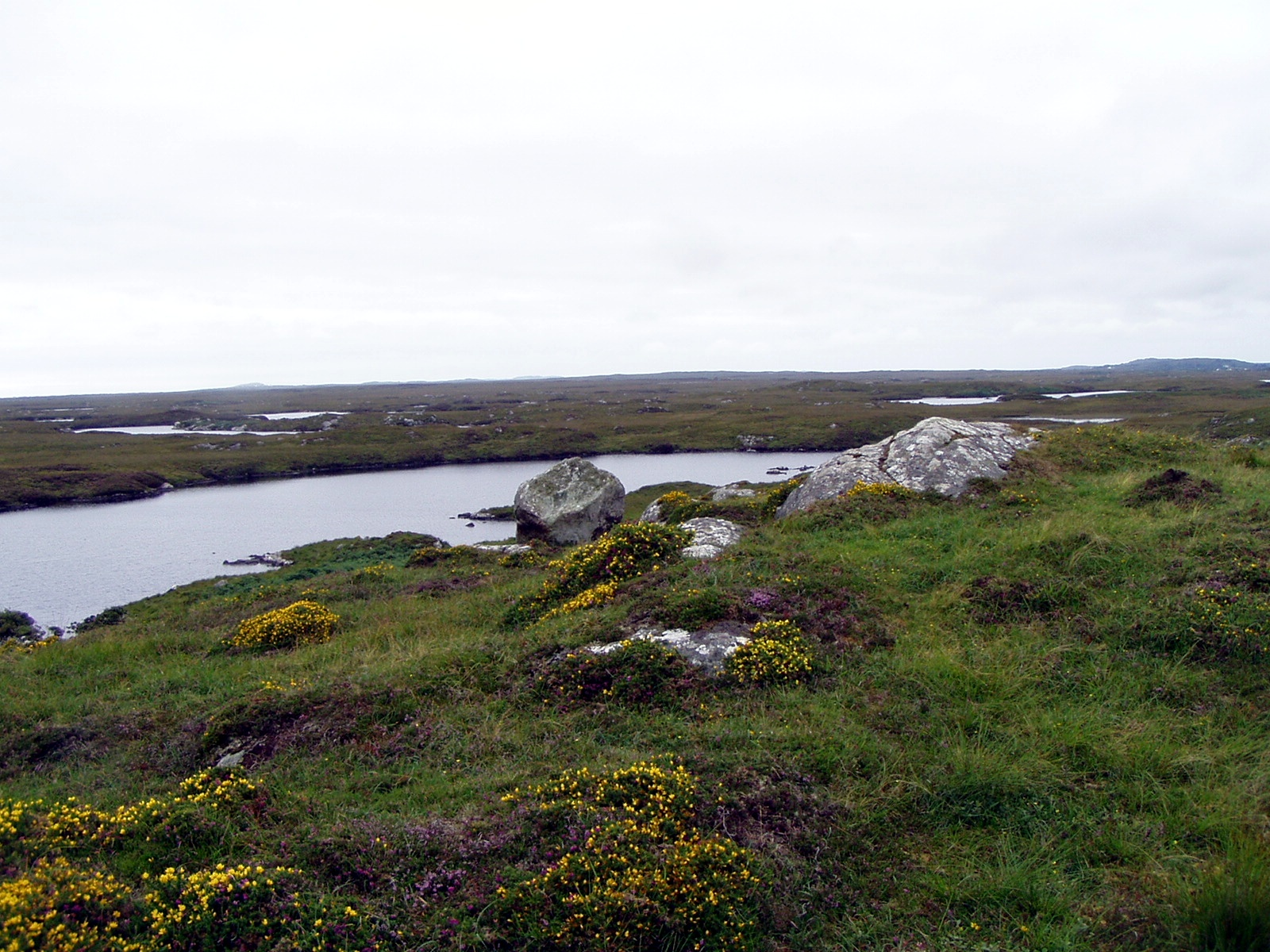
Paysage de tourbière dans le Connemara.

La  végétation du parc est composée principalement de tourbières de couverture et de landes. Dans les zones de basse altitude, les marais très humides prédominent, tandis qu'en altitude des tourbières de montagnes plus sèches se sont développées.
Les bruyères couvrent les flancs de montagnes, notamment la callune (Calluna vulgaris), la bruyère des marais (Erica tetralix) et la bruyère cendrée (Erica cinerea). 
La plante probablement la plus abondante dans le parc est la molinie bleue (Molinia caerulea), responsable de la couleur du paysage du parc. On trouve également des plantes insectivores du fait du manque de nutriments dans les tourbières.
On retrouve également des plantes originaires des zones froides d'Europe et d'Arctique en altitude comme l'orpin rose (Rhodiola rosea), des saxifrages, la Neottia cordata ou encore l'oxyrie à deux stigmates (Oxyria digyna), ainsi que des plantes originaires du sud de l'Europe (Espagne et Portugal), par exemple la grassette du Portugal (Pinguicula lusitanica), la lande de Saint Dabeoc (Daboecia) et le chou de Saint Patrick (Saxifraga spathularis).

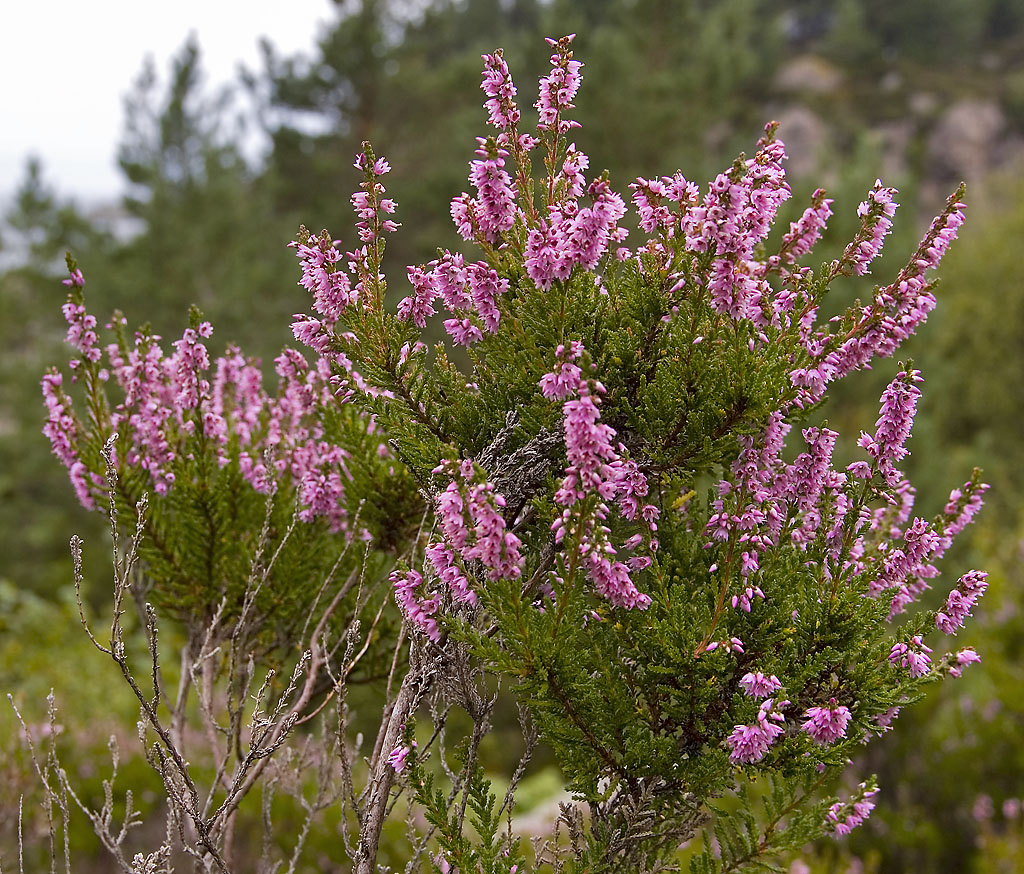
La callune (ici, en Norvège), une des espèces de bruyère que l'on retrouve dans le parc.
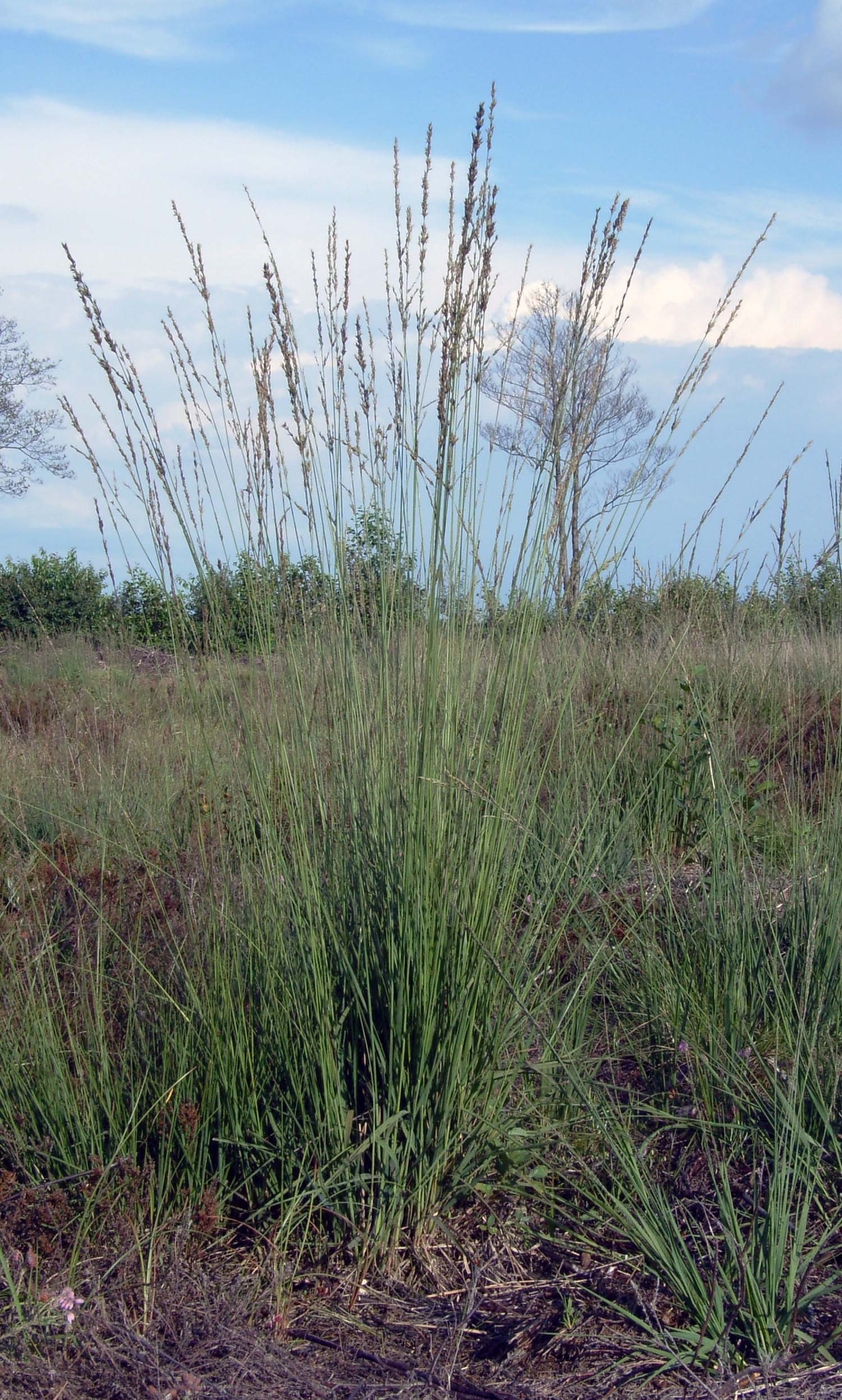
La molinie bleue, une des espèces les plus communes du parc.
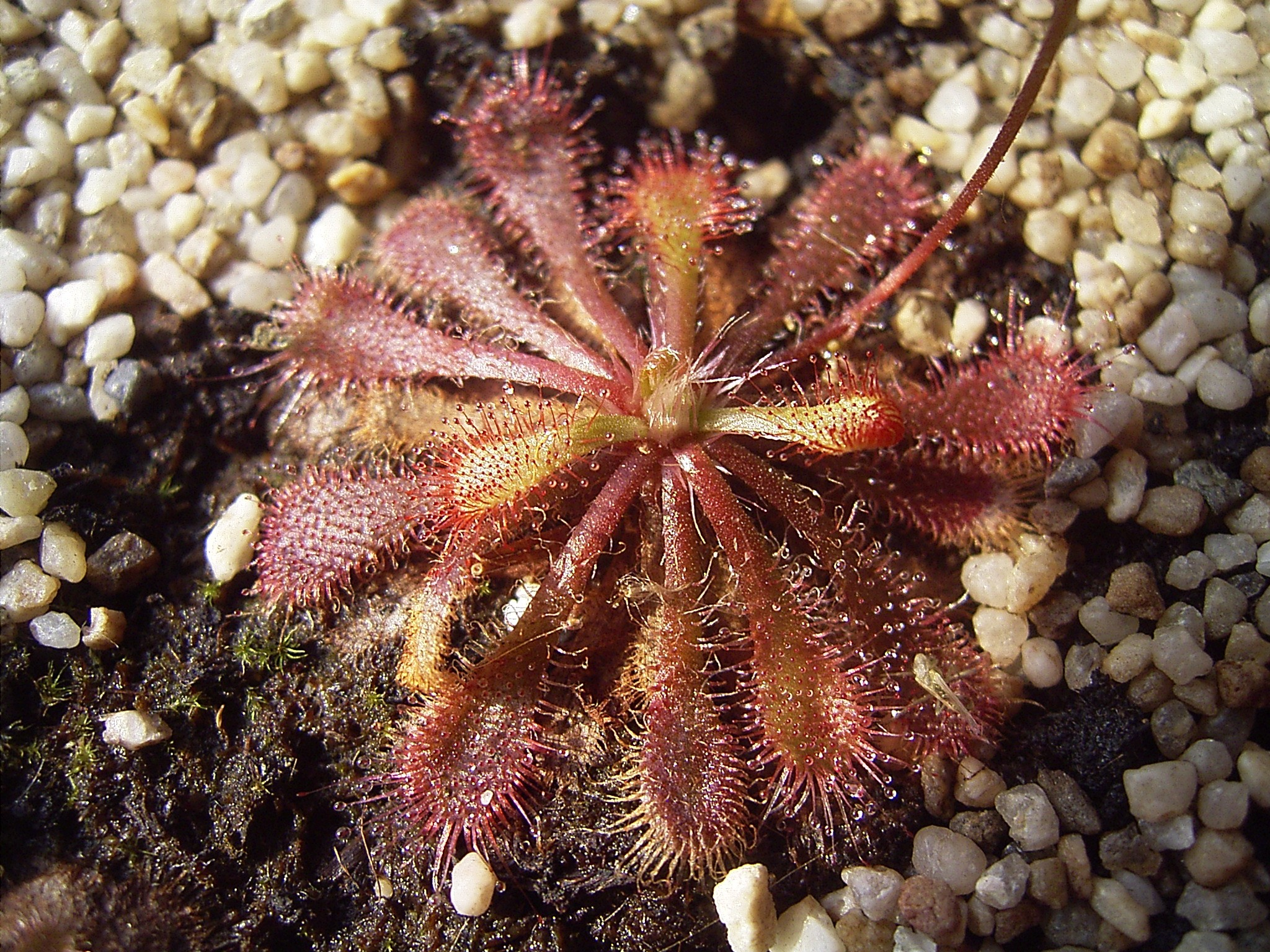
Les droséras sont des plantes insectivores que l'on retrouve dans le parc.

### Faune

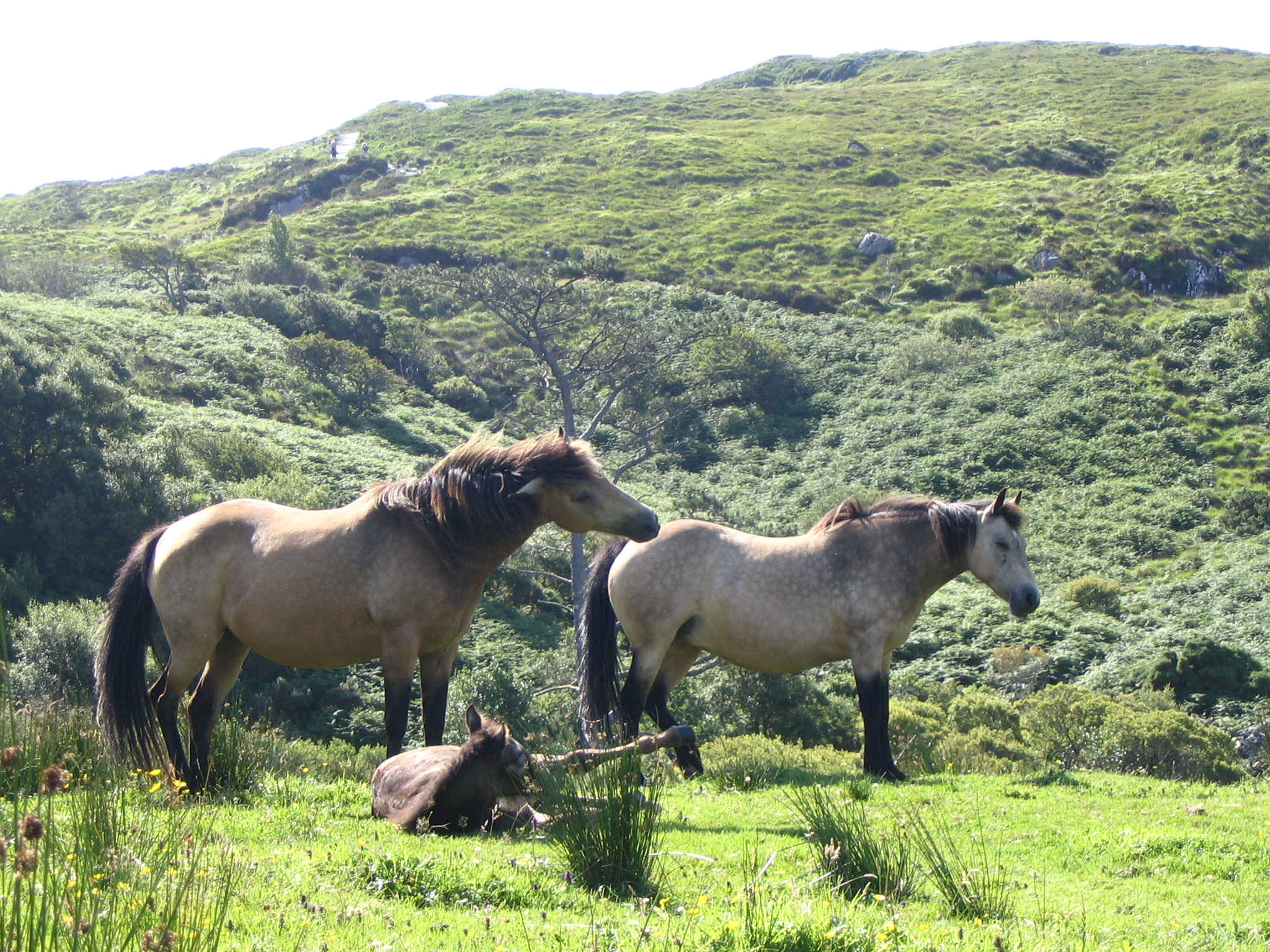
Le poney connemara est la race locale de poney.

On observe dans le parc national du Connemara de nombreuses espèces d'oiseaux : des passereaux, notamment le Pipit farlouse (Anthus pratensis), les alouettes du groupe des Alauda, les tariers, le pinson des arbres (Fringilla coelebs), le rouge-gorge familier (Erithacus rubecula) et les troglodytes, mais aussi des rapaces : des crécerelles et des éperviers, et, de manière occasionnelle, des faucons pèlerins et des faucons émerillon. En hiver, on peut observer une augmentation des effectifs des espèces indigènes d'Irlande, comme la bécasse, la bécassine, les sturnidés, la grive musicienne (Turdus philomelos) et la grive draine (Turdus viscivorus) ; on assiste également au passage des oiseaux migrateurs du nord-est de l'Europe comme la grive mauvis (Turdus iliacus) et la grive litorne (Turdus pilaris).
Chez les mammifères, les lapins, les renards, les hermines et les chauves-souris sont présentes au sein du parc. Depuis quelques années, la martre des pins et le vison ont été observés dans le parc. Le vison, en tant qu'espèce non indigène, représente une menace pour les espèces indigènes. Le plus grand mammifère dans le parc est le poney connemara, un animal domestique courant dans la campagne de la région.

## Histoire

### Archéologie
On observe dans le parc de nombreux vestiges de présence humaine. Le plus ancien est une tombe mégalithique vieille de 4 000 ans.
On trouve également des vestiges de l'époque contemporaine. Ainsi, on a retrouvé un cimetière du début du XIXe siècle sur lequel on sait peu de choses. Il y a également un puits, Tobar Mweelin, utilisé pour approvisionner le château de Kylemore en eau vers 1870 et toujours en usage aujourd'hui.
On peut également apercevoir dans la partie septentrionale du parc des tronçons de l'ancienne route de Galway.
Enfin, on trouve plusieurs témoignages de l'occupation et de l'exploitation des terres du parc dans le passé : des maisons en ruine, un four à chaux désaffecté, d'anciens enclos à moutons, une glacière, des systèmes de drainage ou encore d'anciens murs.

### Histoire ancienne
Dans le passé, les terres du parc étaient utilisées pour l'agriculture, principalement pour le pâturage du bétail ; des végétaux étaient cultivées sur les plaines les plus fertiles. La tourbe était utilisée en tant que combustible.
La plupart des terrains actuels du parc appartenaient au domaine de l'abbaye de Kylemore et de l'école industrielle de Letterfrack, le reste étant détenu par des particuliers. La partie méridionale du parc fut aussi la possession de Richard Martin, fondateur de la Royal Society for the Prevention of Cruelty to Animals.
Les bâtiments constituant aujourd'hui le centre d'accueil, érigés vers 1890, étaient autrefois des bâtiments agricoles de l'école industrielle et abritaient également l'infirmerie de l'école. Le laboratoire du parc était utilisé par les étudiants travaillant sur la biodiversité du Connemara.

### Histoire contemporaine
Le parc national du Connemara est établi en 1980.

## Gestion et protection
Comme les cinq autres parcs nationaux d'Irlande, le parc national du Connemara est géré par le National Parks and Wildlife Service, lui-même dépendant du Department of Arts, Heritage, Regional, Rural and Gaeltacht Affairs. L'ensemble des terres du parc sont entièrement détenues par l'État irlandais.

## Tourisme

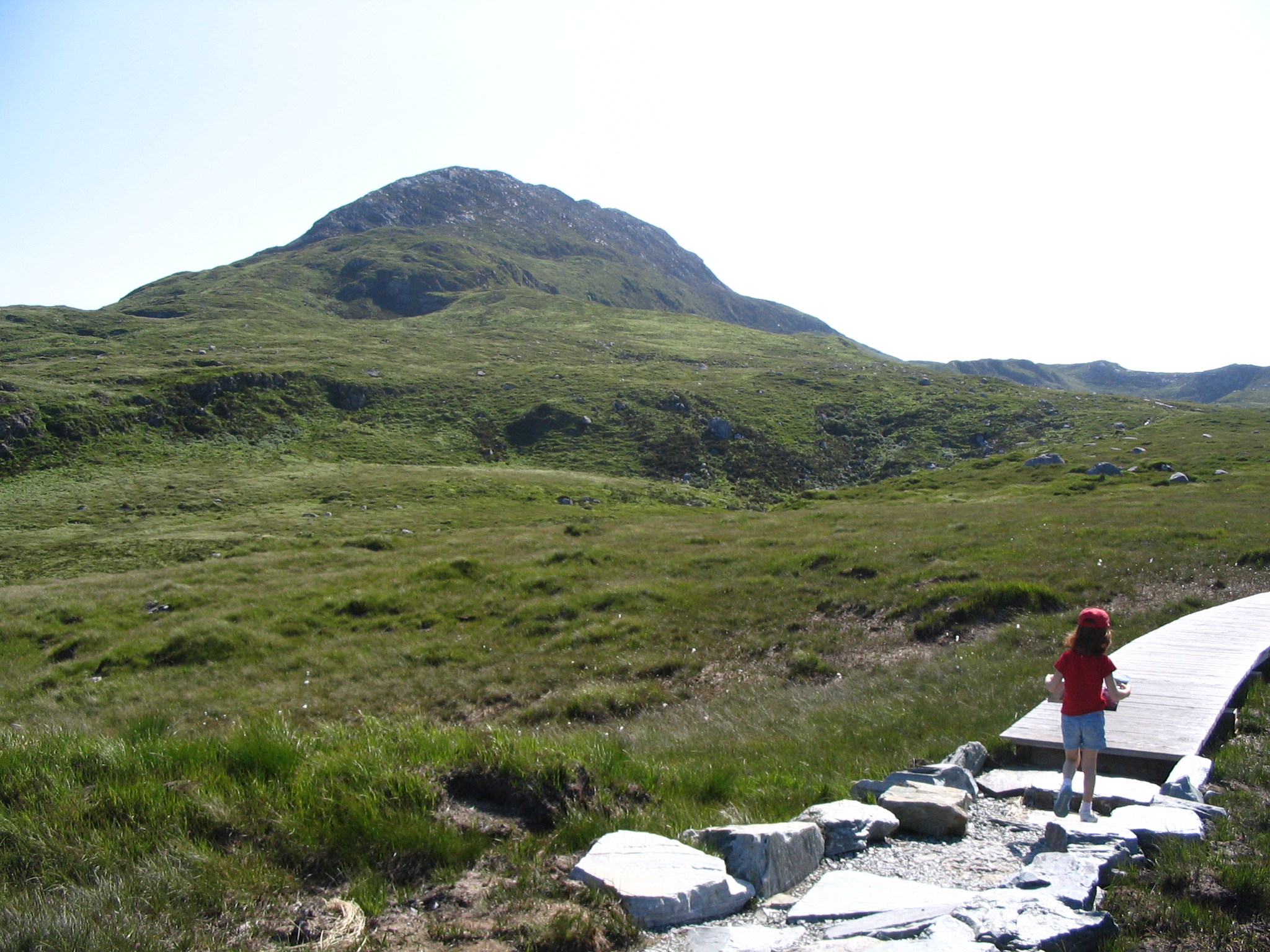
Ascension de Diamond Hill par des chemins aménagés.

L'entrée du parc se situe à Letterfrack et est entièrement gratuite. On y trouve le centre d'accueil, avec plusieurs expositions, une aire de pique-nique et un bureau d'information.
Le parc comporte quatre sentiers : Upper Diamond Hill (3,7 km), Lower Diamond Hill (3 km), Sruffaunboy (1,5 km) et Ellis Wood Nature (0,5 km). Le sommet de Diamond Hill (442 m d'altitude) est accessible par les sentiers Lower et Upper Diamond Hill.
Le parc national du Connemara fait partie des attractions les plus populaires en Irlande avec 169 960 visiteurs en 2014.